# رودي غرانت (لاعب كرة قدم)
رودي غرانت (بالإنجليزية: Roddy Grant)‏ هو لاعب كرة قدم بريطاني في مركز الهجوم، ولد في 16 سبتمبر 1966 في غلوستر في المملكة المتحدة. لعب مع دونفرملين أثلتيك وسانت جونستون ونادي آير يونايتد ونادي بارتيك ثيسل ونادي بريتشين سيتي ونادي كاودينبيث.

## وصلات خارجية
- رودي غرانت (لاعب كرة قدم) على موقع قاعدة بيانات كرة القدم.إي يو (الإنجليزية)
- رودي غرانت (لاعب كرة قدم) على موقع Soccerbase.com (لاعب) (الإنجليزية)
- رودي غرانت (لاعب كرة قدم) على موقع عالم كرة القدم.نت (الإنجليزية)